# Pelat
Pelat is een bestuurslaag in het regentschap Sumbawa van de provincie West-Nusa Tenggara, Indonesië. Pelat telt 4386 inwoners (volkstelling 2010).